# Natalia Morales
Natalia Andrea Morales (La Quiaca, 6 de abril de 1981) es una política argentina de izquierda, miembro del Partido de los Trabajadores Socialistas (PTS) en el Frente de Izquierda y de Trabajadores - Unidad (FIT-U) que ejerció como diputada provincial de Jujuy desde diciembre de 2017 hasta 2021 y que ejerce desde 2023 hasta la actualidad. Sus elección como diputada provincial en 2017 y 2021 obtuvieron unos de los resultados porcentuales más altos logrados por una candidatura de izquierda tanto en la provincia de Jujuy como a nivel nacional.

## Biografía

### Primeros años
Nacida en la ciudad de San Salvador de Jujuy, Jujuy, cursó sus estudios primarios y secundarios en la Escuela Normal de la capital jujeña. Actualmente estudia ingeniería agronómica en la Universidad Nacional de Jujuy, donde comenzó su militancia en la Juventud del PTS y la Agrupación de Mujeres y Diversidad Pan y Rosas.
Trabajo durante más de catorce años en la Secretaría de Agricultura Familiar del Ministerio de Agricultura, Ganadería y Pesca junto a comunidades indígenas y campesinas de la provincia de Jujuy. Junto a sus compañeras y compañeros de trabajo dieron los primeros pasos de organización sindical en la provincia y en el país en el sindicato ATE, contra la precarización y derechos de las y los trabajadores, de los derechos de los pueblos originarios y familias campesinas, y de las mujeres, del cual fue delegada sindical en dos ocasiones y delegada de la región NOA.

### Carrera política
En 2011 fue candidata a intendente de San Salvador de Jujuy, la capital provincial. Cuatro años después, fue candidata la gobernación jujeña en las elecciones de 2015 y junto con Betina Rivero (del MST) fueron las únicas mujeres en presentarse a dicho cargo, quedando en tercer lugar con el 2.84% de los votos detrás de Eduardo Fellner y Gerardo Morales.
En las elecciones legislativas provinciales de 2017, fue candidata a diputada provincial, obteniendo la lista que integraba dentro del Frente de Izquierda y de los Trabajadores el 15.86% de los votos, un resultado considerado histórico para la izquierda local, y resultando electa de este modo para el período 2017-2021. Asumió su cargo el 10 de diciembre de 2017. Prestó juramento: "por los 30.000 detenidos desaparecidos y caídos por la triple A. Por Mariano Ferreira y Julio López. Por mis hermanos de los pueblos originarios y la defensa de sus derechos. Por Santiago Maldonado y Rafael Nahuel. Por la lucha de las mujeres contra toda opresión. Por la clase obrera internacional y para acabar con la barbarie capitalista". Su juramento fue criticado como "tuneado" y "ridículo" por el periodista Benjamín Urdemales.
En abril de 2018, enfrentó severas críticas mediáticas tanto ella como su compañero Alejandro Vilca debido a que no cantaron el Himno Nacional durante la ceremonia de apertura de sesiones de la Legislatura Provincial. Tiempo más tarde, Morales defendió su postura, argumentado que a los sectores de izquierda no los identifica ni representa la bandera nacional o el himno, sino el himno internacional de los trabajadores, y pidió que se respeten sus ideales, ya que tanto ella como Vilca respetaba a quienes se identificaran con el himno nacional.
Morales trabajó durante casi catorce años en la Secretaría de Agricultura Familiar, dependiente del gobierno provincial, hasta que durante su período como diputada provincial fue despedida en abril de 2018, luego de haber pedido licencia para asumir su mandato, en un hecho que ella denunció como persecución política de parte del gobierno de Gerardo Morales.
En 2021 fue segunda candidata del FIT-U a Diputada Nacional por la Provincia de Jujuy junto a Alejandro Vilca y Gastón Remy del PTS, obteniendo 100.892, el 25% del padrón, en porcentaje más alto obtenido en la historia del Frente de Izquierda, logrando alcanzar por primera vez una banca en el Congreso por la Provincia de Jujuy, que ocuparía Vilca en el periodo 2021-2025.
En las elecciones provinciales de 2023 fue candidata a legisladora de la provincia, obteniendo 43.130, el 11,30% de los votos, ingresando a la legislatura junto a Gastón Remy y Miguel López del PTS. A su vez, fue candidata a convencional constituyente, obteniendo 45.475, el 11,75% de los votos, ingresando junto a Sebastián Copello Liñan, Gloria Noemí Zambrano, Alejandro Vilca, Keila Wara Zequeiros y Gastón Remy. Luego, en las elecciones legislativas fue nuevamente candidata a Diputada Nacional, en esta ocasión en el primer lugar de la lista del FIT-U, consiguiendo 27.640 votos, el 7% del total escrutado.